# 1804 Chebotarev
Az 1804 Chebotarev (ideiglenes jelöléssel 1967 GG) a Naprendszer kisbolygóövében található aszteroida. Tamara Szmirnova fedezte fel 1967. április 6-án.